# Eulis Báez
Eulis Rafael Báez Benjamín (Santo Domingo, 18 de março de 1982) é um basquetebolista profissional dominicano que atualmente joga no Manresa. O atleta possui 2,01m e pesa 111 kg, atuando na posição ala. 

## Ligações Externas
- Eulis Báez no X